# Ellen Bernice Wilson
Ellen Bernice Wilson (Salinas, 8 de enero de 1976) es una deportista estadounidense que compitió en judo.
Ganó una medalla en los Juegos Panamericanos de 2003 y cuatro medallas en el Campeonato Panamericano de Judo entre los años 1996 y 2002.

## Palmarés internacional
| Juegos Panamericanos    | Juegos Panamericanos            | Juegos Panamericanos | Juegos Panamericanos |
| Año                     | Lugar                           | Medalla              | Categoría            |
| ----------------------- | ------------------------------- | -------------------- | -------------------- |
| 2003                    | Santo Domingo (Rep. Dominicana) | Medalla de bronce    | –57 kg               |
| Campeonato Panamericano |                                 |                      |                      |
| Año                     | Lugar                           | Medalla              | Categoría            |
| 1996                    | San Juan (Puerto Rico)          | Medalla de bronce    | –56 kg               |
| 1998                    | Santo Domingo (Rep. Dominicana) | Medalla de bronce    | –57 kg               |
| 1999                    | Montevideo (Uruguay)            | Medalla de oro       | –57 kg               |
| 2002                    | Santo Domingo (Rep. Dominicana) | Medalla de bronce    | –57 kg               |